# Десермилу
Десермилу (порт. Decermilo)  —  район (фрегезия) в Португалии,  входит в округ Визеу. Является составной частью муниципалитета  Сатан. Находится в составе крупной городской агломерации Большое Визеу. По старому административному делению входил в провинцию Бейра-Алта. Входит в экономико-статистический  субрегион Дан-Лафойнш, который входит в Центральный регион. Население составляет 215 человек на 2001 год. Занимает площадь 4,39 км².
Покровителем района считается Апостол Пётр (порт. S. Pedro).